# Archichlora stellicincta
Archichlora stellicincta är en fjärilsart som beskrevs av Claude Herbulot 1972. Archichlora stellicincta ingår i släktet Archichlora och familjen mätare. Inga underarter finns listade i Catalogue of Life.